# Xavier Pommereau
Xavier Pommereau, né le 3 janvier 1953 à Casablanca, est un psychiatre et praticien hospitalier français spécialiste de l'adolescence en difficulté. 

## Biographie
Xavier Pommereau soutient sa thèse de médecine en 1983 à l'université Bordeaux-II et effectue son  internat en psychiatrie, à l'issue duquel il travaille à l'hôpital Pellegrin à Bordeaux comme psychiatre consultant en service de réanimation. Spécialiste de l'adolescence en difficulté, il est chargé de mission en 1995-1998 sur l’hospitalisation des adolescents en France auprès de la direction générale de la Santé. Il anime un groupe sur ce thème en tant que chef de projet entre 1989 et 1991 auprès de la DG XII de la Commission des Communautés européennes.
Il ouvre la première unité hospitalière française spécifiquement destinée aux jeunes suicidaires en 1992, au centre Jean Abadie. Il y crée également, en 2000, une unité spécialisée dans la prise en charge des jeunes souffrant de troubles des conduites alimentaires (TCA). 
Il est responsable de l’hôpital de jour pour les 16-25 ans à la clinique Béthanie de Talence.

## Publications
- Dictionnaire de la folie. Les mille et un mots de la déraison, Albin Michel, 1995.  (ISBN 978-2-226-07687-8)
- Quand l'adolescent va mal. L'écouter, le comprendre, l'aimer, Éditions Jean-Claude Lattès, 1997,  (ISBN 978-2-70961761-1)
- Un coquelicot en enfer, Éditions Jean-Claude Lattès, 1998.  (ISBN 978-2-70961869-4)
- Souffrances et violences à l'adolescence. Qu'en penser ? Que faire ? avec Patrick Baudry, Catherine Blaya, Marie Choquet et Éric Debarbieux, ESF, 2000.
- Les élèves à l'infirmerie scolaire, identification et orientation des jeunes à haut risques suicidaires, avec Marie Choquet, Christophe Lagadic, Karine Cottin, Éditions Inserm, janvier 2001.
- En ce moment mon ado m'inquiète. À tort ou à raison ?, avec Laurence Delpierre, Albin Michel, 2004.
- L'adolescent suicidaire, Dunod [1996], 3e éd. 2013.  (ISBN 978-2-10059876-2)
- Ado à fleur de peau. Ce que révèle son apparence, Albin Michel, 2006.  (ISBN 978-2-226-16900-6)
- Le mystère de l'anorexie, avec Jean-Philippe de Tonnac, Albin Michel, 2007.
- L'adolescence scarifiée, avec Mickaël Brun et Jean-Philippe Moutte, L'Harmattan, 2009.
- Un corps en trop, bande dessinée, avec Marie-Noëlle Pichard et Aurélie Souchard, dessin par Fabrice Meddour éd. Narratives, 2009.
- Ados en vrille, mères en vrac, Albin Michel, 2010.  (ISBN 978-2-226-19319-3)
- Nos ados.com en images. Comment les soigner, Odile Jacob, 2011.
- Le goût du risque à l'adolescence. Le comprendre et l'accompagner, Albin Michel, 2016.  (ISBN 978-2-226-32497-9)

## Distinctions
- 2003 : chevalier de l'ordre national du Mérite.